# Saison 1987-1988 de la LNH
Saison précédente Saison suivante
La saison 1987-1988 est la 71e saison régulière de la Ligue nationale de hockey. Vingt-et-une équipes ont joué 80 matchs.

## Saison régulière

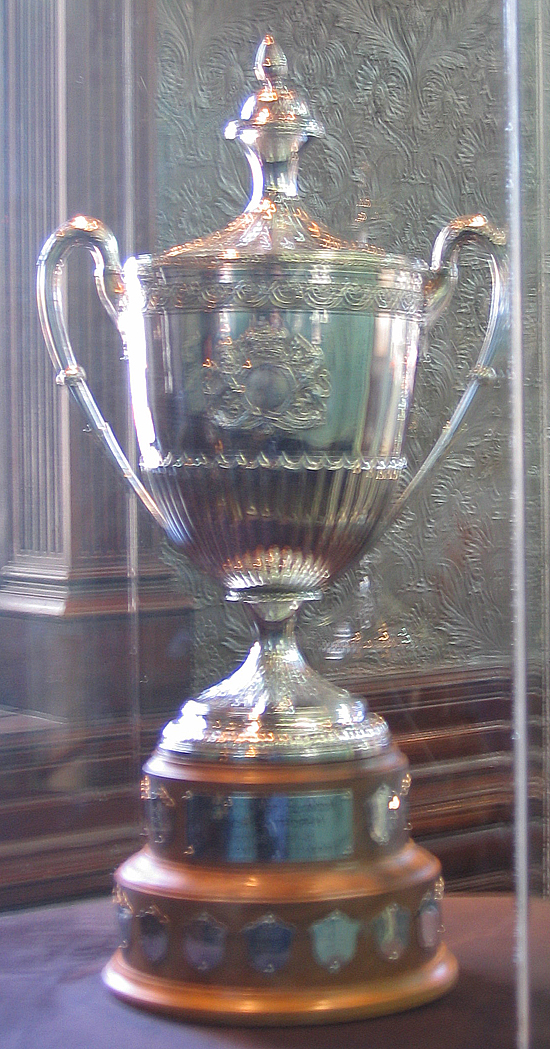
le trophée King-Clancy.

Le trophée King-Clancy est introduit cette saison et remis au joueur de ayant démontré le meilleur exemple de leadership et ayant le plus contribué à la société ; Lanny McDonald en est le premier récipiendaire.
Wayne Gretzky joue sa dernière saison avec les Oilers d'Edmonton ; il manque plusieurs matchs à cause d'une blessure et termine deuxième pointeur derrière Mario Lemieux qui remporte les trophées Hart et Art-Ross. Gretzky, qui devient le meilleur passeur de l'histoire de la LNH le 1er mars 1988, voit pour la première fois depuis la saison 1979-1980 le trophée Hart lui échapper.
Les Flames de Calgary remportent la saison régulière et gagnent le Trophée des présidents. Les Penguins de Pittsburgh, bien que comptant dans leurs rangs Mario Lemieux, meilleur pointeur de la saison, terminent derniers de leur division.

### Classements finaux

#### Association Prince de Galles
| Clt   | Équipe                | PJ | V  | D  | N  | BP  | BC  | Pts |
| ----- | --------------------- | -- | -- | -- | -- | --- | --- | --- |
| +001, | Canadiens de Montréal | 80 | 45 | 22 | 13 | 298 | 238 | 103 |
| +002, | Bruins de Boston      | 80 | 44 | 30 | 6  | 300 | 251 | 94  |
| +003, | Sabres de Buffalo     | 80 | 37 | 32 | 11 | 283 | 305 | 85  |
| +004, | Whalers de Hartford   | 80 | 35 | 38 | 7  | 249 | 267 | 77  |
| +005, | Nordiques de Québec   | 80 | 32 | 43 | 5  | 279 | 306 | 69  |

| Clt   | Équipe                 | PJ | V  | D  | N  | BP  | BC  | Pts |
| ----- | ---------------------- | -- | -- | -- | -- | --- | --- | --- |
| +001, | Islanders de New York  | 80 | 39 | 31 | 10 | 308 | 267 | 88  |
| +002, | Flyers de Philadelphie | 80 | 38 | 33 | 9  | 292 | 292 | 85  |
| +003, | Capitals de Washington | 80 | 38 | 33 | 9  | 281 | 249 | 85  |
| +004, | Devils du New Jersey   | 80 | 38 | 36 | 6  | 295 | 296 | 82  |
| +005, | Rangers de New York    | 80 | 36 | 34 | 10 | 300 | 283 | 82  |
| +006, | Penguins de Pittsburgh | 80 | 36 | 35 | 9  | 319 | 316 | 81  |

#### Association Clarence Campbell
| Clt   | Équipe                   | PJ | V  | D  | N  | BP  | BC  | Pts |
| ----- | ------------------------ | -- | -- | -- | -- | --- | --- | --- |
| +001, | Red Wings de Détroit     | 80 | 41 | 28 | 11 | 322 | 269 | 93  |
| +002, | Blues de Saint-Louis     | 80 | 34 | 38 | 8  | 278 | 294 | 76  |
| +003, | Blackhawks de Chicago    | 80 | 30 | 41 | 9  | 284 | 328 | 69  |
| +004, | Maple Leafs de Toronto   | 80 | 21 | 49 | 10 | 273 | 345 | 52  |
| +005, | North Stars du Minnesota | 80 | 19 | 48 | 13 | 242 | 349 | 51  |

| Clt   | Équipe               | PJ | V  | D  | N  | BP  | BC  | Pts |
| ----- | -------------------- | -- | -- | -- | -- | --- | --- | --- |
| +001, | Flames de Calgary    | 80 | 48 | 23 | 9  | 397 | 305 | 105 |
| +002, | Oilers d'Edmonton    | 80 | 44 | 25 | 11 | 363 | 288 | 99  |
| +003, | Jets de Winnipeg     | 80 | 33 | 36 | 11 | 292 | 310 | 77  |
| +004, | Kings de Los Angeles | 80 | 30 | 42 | 8  | 318 | 359 | 68  |
| +005, | Canucks de Vancouver | 80 | 25 | 46 | 9  | 272 | 320 | 59  |

- Champion de la saison régulière
- Qualifié pour les séries éliminatoires

### Meilleurs Pointeurs
| Joueur         | Équipe                 | PJ | B  | A   | Pts |
| -------------- | ---------------------- | -- | -- | --- | --- |
| Mario Lemieux  | Penguins de Pittsburgh | 77 | 70 | 98  | 168 |
| Wayne Gretzky  | Oilers d'Edmonton      | 64 | 40 | 109 | 149 |
| Denis Savard   | Blackhawks de Chicago  | 80 | 44 | 87  | 131 |
| Dale Hawerchuk | Jets de Winnipeg       | 80 | 44 | 77  | 121 |
| Luc Robitaille | Kings de Los Angeles   | 80 | 53 | 58  | 111 |
| Peter Šťastný  | Nordiques de Québec    | 76 | 46 | 65  | 111 |
| Mark Messier   | Oilers d'Edmonton      | 77 | 37 | 74  | 111 |
| Jimmy Carson   | Kings de Los Angeles   | 80 | 55 | 52  | 107 |
| Michel Goulet  | Nordiques de Québec    | 80 | 48 | 58  | 106 |
| Håkan Loob     | Flames de Calgary      | 80 | 50 | 56  | 106 |

## Séries Éliminatoires de la Coupe Stanley

### Tableau récapitulatif
|  | Demi-finales de Division     | Demi-finales de Division | Demi-finales de Division |   |                        | Finales de Division   | Finales de Division | Finales de Division |  |    | Finales d'association | Finales d'association | Finales d'association |  |    | Finale de la Coupe Stanley | Finale de la Coupe Stanley | Finale de la Coupe Stanley |
|  |                              |                          |                          |   |                        |                       |                     |                     |  |    |                       |                       |                       |  |    |                            |                            |                            |
|  | A1                           | Canadiens de Montréal    | 4                        |   |                        |                       |                     |                     |  |    |                       |                       |                       |  |    |                            |                            |                            |
|  | A4                           | Whalers de Hartford      | 2                        |   |                        |                       |                     |                     |  |    |                       |                       |                       |  |    |                            |                            |                            |
|  | A4                           | Whalers de Hartford      | 2                        |   | A1                     | Canadiens de Montréal | 1                   |                     |  |    |                       |                       |                       |  |    |                            |                            |                            |
|  |                              |                          |                          |   | A1                     | Canadiens de Montréal | 1                   |                     |  |    |                       |                       |                       |  |    |                            |                            |                            |
|  |                              | A2                       | Bruins de Boston         | 4 |                        |                       |                     |                     |  |    |                       |                       |                       |  |    |                            |                            |                            |
|  | A3                           | A2                       | Bruins de Boston         | 4 | Sabres de Buffalo      | 2                     |                     |                     |  |    |                       |                       |                       |  |    |                            |                            |                            |
|  | A3                           |                          |                          |   | Sabres de Buffalo      | 2                     |                     |                     |  |    |                       |                       |                       |  |    |                            |                            |                            |
|  | A2                           | Bruins de Boston         | 4                        |   |                        |                       |                     |                     |  |    |                       |                       |                       |  |    |                            |                            |                            |
|  | A2                           | Bruins de Boston         | 4                        |   |                        |                       |                     |                     |  | A2 | Bruins de Boston      | 4                     |                       |  |    |                            |                            |                            |
|  | Association Prince de Galles |                          |                          |   |                        |                       |                     |                     |  | A2 | Bruins de Boston      | 4                     |                       |  |    |                            |                            |                            |
|  |                              | P4                       | Devils du New Jersey     | 3 |                        |                       |                     |                     |  |    |                       |                       |                       |  |    |                            |                            |                            |
|  | P1                           | P4                       | Devils du New Jersey     | 3 | Islanders de New York  | 2                     |                     |                     |  |    |                       |                       |                       |  |    |                            |                            |                            |
|  | P1                           |                          |                          |   | Islanders de New York  | 2                     |                     |                     |  |    |                       |                       |                       |  |    |                            |                            |                            |
|  | P4                           | Devils du New Jersey     | 4                        |   |                        |                       |                     |                     |  |    |                       |                       |                       |  |    |                            |                            |                            |
|  | P4                           | Devils du New Jersey     | 4                        |   | P4                     | Devils du New Jersey  | 4                   |                     |  |    |                       |                       |                       |  |    |                            |                            |                            |
|  |                              |                          |                          |   | P4                     | Devils du New Jersey  | 4                   |                     |  |    |                       |                       |                       |  |    |                            |                            |                            |
|  |                              | P2                       | Capitals de Washington   | 3 |                        |                       |                     |                     |  |    |                       |                       |                       |  |    |                            |                            |                            |
|  | P3                           | P2                       | Capitals de Washington   | 3 | Flyers de Philadelphie | 3                     |                     |                     |  |    |                       |                       |                       |  |    |                            |                            |                            |
|  | P3                           |                          |                          |   | Flyers de Philadelphie | 3                     |                     |                     |  |    |                       |                       |                       |  |    |                            |                            |                            |
|  | P2                           | Capitals de Washington   | 4                        |   |                        |                       |                     |                     |  |    |                       |                       |                       |  |    |                            |                            |                            |
|  | P2                           | Capitals de Washington   | 4                        |   |                        |                       |                     |                     |  |    |                       |                       |                       |  | A2 | Bruins de Boston           | 0                          |                            |
|  |                              |                          |                          |   |                        |                       |                     |                     |  |    |                       |                       |                       |  | A2 | Bruins de Boston           | 0                          |                            |
|  |                              | S2                       | Oilers d'Edmonton        | 4 |                        |                       |                     |                     |  |    |                       |                       |                       |  |    |                            |                            |                            |
|  | N1                           | S2                       | Oilers d'Edmonton        | 4 | Red Wings de Détroit   | 4                     |                     |                     |  |    |                       |                       |                       |  |    |                            |                            |                            |
|  | N1                           |                          |                          |   | Red Wings de Détroit   | 4                     |                     |                     |  |    |                       |                       |                       |  |    |                            |                            |                            |
|  | N4                           | Maple Leafs de Toronto   | 2                        |   |                        |                       |                     |                     |  |    |                       |                       |                       |  |    |                            |                            |                            |
|  | N4                           | Maple Leafs de Toronto   | 2                        |   | N1                     | Red Wings de Détroit  | 4                   |                     |  |    |                       |                       |                       |  |    |                            |                            |                            |
|  |                              |                          |                          |   | N1                     | Red Wings de Détroit  | 4                   |                     |  |    |                       |                       |                       |  |    |                            |                            |                            |
|  |                              | N2                       | Blues de Saint-Louis     | 1 |                        |                       |                     |                     |  |    |                       |                       |                       |  |    |                            |                            |                            |
|  | N3                           | N2                       | Blues de Saint-Louis     | 1 | Blackhawks de Chicago  | 1                     |                     |                     |  |    |                       |                       |                       |  |    |                            |                            |                            |
|  | N3                           |                          |                          |   | Blackhawks de Chicago  | 1                     |                     |                     |  |    |                       |                       |                       |  |    |                            |                            |                            |
|  | N2                           | Blues de Saint-Louis     | 4                        |   |                        |                       |                     |                     |  |    |                       |                       |                       |  |    |                            |                            |                            |
|  | N2                           | Blues de Saint-Louis     | 4                        |   |                        |                       |                     |                     |  | N1 | Red Wings de Détroit  | 1                     |                       |  |    |                            |                            |                            |
|  | Association Campbell         |                          |                          |   |                        |                       |                     |                     |  | N1 | Red Wings de Détroit  | 1                     |                       |  |    |                            |                            |                            |
|  |                              | S2                       | Oilers d'Edmonton        | 4 |                        |                       |                     |                     |  |    |                       |                       |                       |  |    |                            |                            |                            |
|  | S1                           | S2                       | Oilers d'Edmonton        | 4 | Flames de Calgary      | 4                     |                     |                     |  |    |                       |                       |                       |  |    |                            |                            |                            |
|  | S1                           |                          |                          |   | Flames de Calgary      | 4                     |                     |                     |  |    |                       |                       |                       |  |    |                            |                            |                            |
|  | S4                           | Kings de Los Angeles     | 1                        |   |                        |                       |                     |                     |  |    |                       |                       |                       |  |    |                            |                            |                            |
|  | S4                           | Kings de Los Angeles     | 1                        |   | S1                     | Flames de Calgary     | 0                   |                     |  |    |                       |                       |                       |  |    |                            |                            |                            |
|  |                              |                          |                          |   | S1                     | Flames de Calgary     | 0                   |                     |  |    |                       |                       |                       |  |    |                            |                            |                            |
|  |                              | S2                       | Oilers d'Edmonton        | 4 |                        |                       |                     |                     |  |    |                       |                       |                       |  |    |                            |                            |                            |
|  | S3                           | S2                       | Oilers d'Edmonton        | 4 | Jets de Winnipeg       | 1                     |                     |                     |  |    |                       |                       |                       |  |    |                            |                            |                            |
|  | S3                           |                          |                          |   | Jets de Winnipeg       | 1                     |                     |                     |  |    |                       |                       |                       |  |    |                            |                            |                            |
|  | S2                           | Oilers d'Edmonton        | 4                        |   |                        |                       |                     |                     |  |    |                       |                       |                       |  |    |                            |                            |                            |

### Finale de la Coupe Stanley
La finale de la Coupe Stanley est gagnée 4 matchs à 0 par les Oilers d'Edmonton bien que 5 matchs soient nécessaires. En effet, au cours du 4e match, de la brume envahit la patinoire puis une panne de courant contraint à annuler le match et à le reporter. Le dernier match, match de la victoire des Oilers, est alors joué à Edmonton devant son public.
| 18 mai | Oilers d'Edmonton | 2-1 | Bruins de Boston |  |

| 20 mai | Oilers d'Edmonton | 4-1 | Bruins de Boston |  |

| 22 mai | Bruins de Boston | 3-6 | Oilers d'Edmonton |  |

| 24 mai | Bruins de Boston | 3-3 Match reporté | Oilers d'Edmonton |  |

| 26 mai | Oilers d'Edmonton | 6-3 | Bruins de Boston |  |

## Récompenses

### Trophées
| Trophée                      | Vainqueur                               | Équipe                                  |
| ---------------------------- | --------------------------------------- | --------------------------------------- |
| Trophée Calder               | Joe Nieuwendyk                          | Flames de Calgary                       |
| Trophée Lester-B.-Pearson    | Mario Lemieux                           | Penguins de Pittsburgh                  |
| Trophée Art-Ross             | Mario Lemieux                           | Penguins de Pittsburgh                  |
| Trophée Hart                 | Mario Lemieux                           | Penguins de Pittsburgh                  |
| Trophée Conn-Smythe          | Wayne Gretzky                           | Oilers d'Edmonton                       |
| Trophée Bill-Masterton       | Bob Bourne                              | Kings de Los Angeles                    |
| Trophée Frank-J.-Selke       | Guy Carbonneau                          | Canadiens de Montréal                   |
| Trophée Jack-Adams           | Jacques Demers                          | Red Wings de Détroit                    |
| Trophée James-Norris         | Raymond Bourque                         | Bruins de Boston                        |
| Trophée King-Clancy          | Lanny McDonald                          | Flames de Calgary                       |
| Trophée Lady Byng            | Mats Näslund                            | Canadiens de Montréal                   |
| Trophée Lester-Patrick       | Keith Allen, Fred Cusick et Bob Johnson | Keith Allen, Fred Cusick et Bob Johnson |
| Trophée Vézina               | Grant Fuhr                              | Oilers d'Edmonton                       |
| Trophée William-M.-Jennings  | Patrick Roy Brian Hayward               | Canadiens de Montréal                   |
| Trophée plus-moins de la LNH | Brad McCrimmon                          | Flames de Calgary                       |

| Trophée                      | Équipe            |
| ---------------------------- | ----------------- |
| Trophée Clarence-S.-Campbell | Oilers d'Edmonton |
| Trophée Prince de Galles     | Bruins de Boston  |
| Trophée des présidents       | Flames de Calgary |
| Coupe Stanley                | Oilers d'Edmonton |

### Équipes d'étoiles

#### Première et deuxième équipe
| Position       | Première équipe | Première équipe        | Deuxième équipe | Deuxième équipe       |
| Position       | Joueur          | Équipe                 | Joueur          | Équipe                |
| -------------- | --------------- | ---------------------- | --------------- | --------------------- |
| Gardien de but | Grant Fuhr      | Oilers d'Edmonton      | Patrick Roy     | Canadiens de Montréal |
| Défenseur      | Raymond Bourque | Bruins de Boston       | Brad McCrimmon  | Flames de Calgary     |
| Défenseur      | Scott Stevens   | Capitals de Washington | Gary Suter      | Flames de Calgary     |
| Ailier gauche  | Luc Robitaille  | Kings de Los Angeles   | Michel Goulet   | Nordiques de Québec   |
| Centre         | Mario Lemieux   | Penguins de Pittsburgh | Wayne Gretzky   | Oilers d'Edmonton     |
| Ailier droit   | Håkan Loob      | Flames de Calgary      | Cam Neely       | Bruins de Boston      |

#### Équipe des recrues
| Position       | Joueur          | Équipe                |
| -------------- | --------------- | --------------------- |
| Gardien de but | Darren Pang     | Blackhawks de Chicago |
| Défenseur      | Calle Johansson | Sabres de Buffalo     |
| Défenseur      | Glen Wesley     | Bruins de Boston      |
| Attaquant      | Iain Duncan     | Jets de Winnipeg      |
| Attaquant      | Joe Nieuwendyk  | Flames de Calgary     |
| Attaquant      | Ray Sheppard    | Sabres de Buffalo     |